# Zbójnicka Ławka
Zbójnicka Ławka (słow. Zbojnícke sedlo, niem. Jägerbreitenscharte, węg. Vadászlejtőhorhos) – przełęcz położona na wysokości ok. 2360 m n.p.m. w słowackich Tatrach Wysokich. Znajduje się w ich głównej grani pomiędzy Zbójnickimi Turniami (dokładniej Wielką Zbójnicką Turnią) a Małym Lodowym Szczytem. Zbójnicka Ławka ma dwa siodła rozdzielone niewielką turniczką zwaną Zbójnickim Zębem. Północno-wschodnie siodło to Wyżnia Zbójnicka Ławka, natomiast południowo-zachodnie to Niżnia Zbójnicka Ławka. Zbójnicka Ławka jest wyłączona z ruchu turystycznego, dla taterników stanowi dogodne połączenie dolin Staroleśnej i Jaworowej.
Przełęcz była od dawna znana myśliwym z Jurgowa, którzy wykorzystywali ją jak obecnie taternicy – do przechodzenia między Doliną Staroleśną a Jaworową. Nie ma żadnych danych, aby kiedykolwiek przechodzili przez nią zbójnicy.
Nazwa Zbójnickiej Ławki, podobnie jak innych „zbójnickich” obiektów rozsianych po Dolinie Staroleśnej i okolicach, jest pochodzenia ludowego. Być może pochodzi ona od wspomnianych jurgowskich myśliwych, których ludność mogła określać mianem zbójników.

## Historia
Pierwsze wejścia turystyczne:
- T. Hubert, Mieczysław Jeromin, Jan Obrochta i Jędrzej Obrochta, 2 września 1906 r. – letnie,
- Adam Ferens, Zygmunt Mirtyński i Mieczysław Świerz, 17 kwietnia 1924 r. – zimowe.